# Vulgatothrips
Vulgatothrips (лат.) — род трипсов из семейства Thripidae (Thysanoptera).

## Распространение
Один из трёх видов был описан из Шэньси (Китай), два других известны из юго-западного Китая, а один также найден в Непале и Индии.

## Описание
Мелкие насекомые с четырьмя бахромчатыми крыльями. Самка макроптерная или микроптерная. Голова шире длины, не выступает перед глазами; нижнечелюстные пальпы 3-сегментные; глаза без пигментных фасеток; глазные волоски I присутствуют, глазные волоски III возникают между задними глазками; пять пар заметных заднеглазничных волосков в поперечном ряду. Антенны 8-сегментные, III и IV с вильчатыми смысловыми конусами, III—VI с микротрихиями на обеих поверхностях; сегмент I без парных дорсо-апикальных волосков. Вершина ротового конуса слабо сужена. Пронотум шире длины, с немногими поперечными скульптурными линиями; две пары длинных постероангулярных волосков, две пары постеромаргинальных волосков; одна пара антеромаргинальных волосков отчетливо длиннее дискальных. Мезонотум Передние кампановидные сенсиллы сближены. Метанотум сетчатый, без кампановидных сенсилл, срединные волоски на переднем крае. Первая жилка переднего крыла макроптеруса «с коротким промежутком», вторая жилка с полным рядом волосков; клавус с 5 жилковыми волосками. Мезостернум со спинулой, метастернум без. Ноги без коготков, лапки 2-сегментные. Тергиты I—VII сильно сетчатые (в микроптерах), но сетчатость слабее на задних сегментах; II—VII без краспедума или ктенидий, срединная кампановидная сенсилла около середины; латеротергиты без дискальных волосков; тергит VIII с заднемаргинальным гребнем, без ктенидий или микротрихий перед дыхальцами. Стерниты без дискальных волосков; стерниты III—VII с тремя парами постеромаргинальных волосков, II — с двумя парами; на стерните VII волоски S2 выступают вперед по краю. Самцы с поровыми пластинками на стернитах III—IV. Ни для одного из трёх описанных видов не известна точная ассоциация хозяев.

## Классификация
Включает 3 вида из семейства Thripidae. В подсемействе Thripinae родственные связи Vulgatothrips остаются неясными. Род имеет несколько общих признаков с группой рода Frankliniella, включая Parabaliothrips, но не имеет ктенидий. Он имеет общие признаки с Ctenothrips, но у всех включённых в него видов отсутствует пара I глазковых волосков.
- Vulgatothrips dissimilis (Hu & Feng, 2014) (Ctenothrips)[2]
- Vulgatothrips shennongjiaensis Han, 1997
- Vulgatothrips smilax (Bhatti, 1976) (Ctenothrips)[3]